# Malle en camphrier

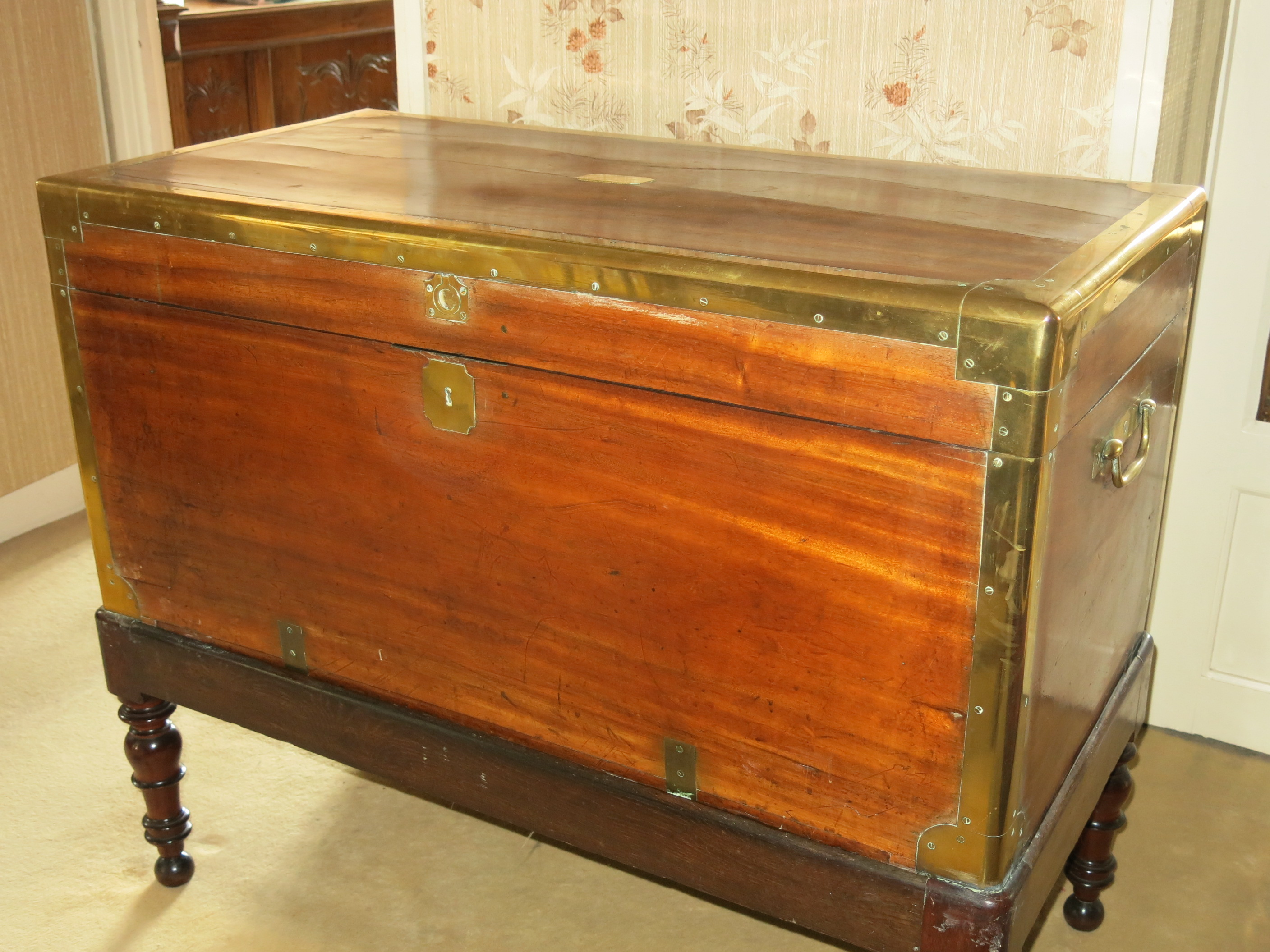
Malle en camphrier

Une malle en camphrier (ou malle à camphre) est une malle en bois de camphrier (Cinnamomum camphora) destinée au transport des bagages.
Les malles en camphrier étaient utilisées pour le transport des bagages constitués de vêtements et notamment de fourrures à bord des paquebots aux XIXe et XXe siècles. Ou pour la conservation de ces vêtements dans des pays exotiques. En effet, le bois de camphrier conserve pendant de longues années des odeurs avec des vertus fongicides et éloignant les mites,.
Ces malles disposaient parfois d'un intérieur aménagé pour accueillir des accessoires de nécessaire de toilette.

## Galerie
|           |
| Intérieur |

|      |
| Coin |

|                                    |
| Plaque avec le nom du propriétaire |

|         |
| Serrure |

|         |
| Poignée |